# Девоатин D.9
Девоатин D.9 (фр. Dewoitine D.9) је француски ловачки авион. Први лет авиона је извршен 1924. године.

## Пројектовање и развој
Авион Девоатин D.9 је пројектовао инжењер Емил Девоатин на основу свог првог авиона Девоатин D.1 коме је повећан распон крила и уграђен јачи звездасти мотор. Био је једноседи ловац парасол направљен да побољша карактеристике у односу на свог претходника. Први прототип је полетео јуна 1924. године, а испитивања завршена и формиран коначни облик авиона почетком 1925. године.

### Технички опис
Авион Девоатин D.9 је једнокрилни - висококрилац, једносед, металне конструкције.
Труп авиона је био металне конструкције (дуралуминијумске цеви спојене закивцима) и обложен дуралуминијумским лимом. Иза крила у трупу авиона се налазила отворена пилотска кабина.
Авион је у кљуну имао радијални ваздухом хлађен звездасти мотор Gnome-Rhone 9Ab Jupiter снаге 308kW/420КС. Покретала га је дрвена двокрака елиса фиксног корака.
Крило је било четвртастог облика металне конструкције од дуралуминијума пресвучено платном. Са по две косе упорнице, свако крило је било ослоњено на труп авиона.
Авион је имао фиксни стајни трап конвенционалне конструкције са два предња точка постављана на осовину и еластичну дрљачу као трећу ослону тачку авиона испод репа авиона. У зимском периоду уместо точкова су на стајни трап монтиране скије. Амортизација стајног трапа је била помоћу гумених ужади (сандова). Нос авиона и репни део авиона је више заобљен а репно пераје угаоног облика.

## Оперативно коришћење
Мада Француска није за своје потребе купила ниједан авион Девоатин D.9, овај авион је произведен у доста великом броју захваљујући Италији која је још 1924. године наручила истовремено када и D.1 и један авион D.9. Италијанска фирма Анасалдо је купила лиценцу за производњу ових авиона и произвела је у току 1925-26. укупно 147 комада. Авион произведен у Италији имао је назив Ансалдо AC3 на тај начин је Италија постала највећи корисник авиона Девоатин D.9. Швајцарска је купила 3 примерка а Белгија један примерак.

### Оперативно коришћење у Војном Ваздухопловству Краљевине Југославије
Југославија је купила 6 примерака авиона Девоатин D.9, као допуну 44 примерака авиона Девоатин D.1. Авиони за Југославију су произведени 1925. године, а у оперативну употребу су ушли у току 1926. године. Авиони су били у саставу ескадрила стационираних на аеродрому у Земуну. У наоружању ВВ КСХС одржао све до 1937. године као авион за обуку и тренажу пилота у акробатским летовима. Ове авионе је РВ КСХС је узело највише из разлога да тестира нови мотор Gnome-Rhone 9Ab Jupiter за кога је купљена лиценца и касније се производио у Југославији.

## Наоружање
| Наоружање авиона: Девоатин     |           |
| Ватрено (стрељачко) наоружање  |           |
| Топ                            |           |
| Митраљез                       |           |
| Број и ознака митраљеза        | 2 и 2     |
| Калибар                        | 7,5 и 7,7 |
| Бомбардерско наоружање (бомбе) |           |
| Ракетно наоружање (ракете)     |           |

## Земље које су користиле овај авион
| - Швајцарска - Белгија - Краљевина Југославија - Краљевина Италија |